# Diccionario enciclopédico de la masonería
El Diccionario enciclopédico de la masonería es, en lengua española, la obra capital que estudia la masonería, su historia como institución, las biografías de aquellos personajes ilustres que han pertenecido a la orden masónica y sus ritos.
El diccionario fue escrito y ordenado por Lorenzo Frau Abrines, maestro masón y grado 33 del Rito escocés antiguo y aceptado, - aunque parece que en la elaboración de la obra intervinieron varios autores - fue publicado bajo la dirección de Rosendo Arús y Arderiu, Gran Maestro de la Gran Logia Regional Catalana Balear.
La edición que llevó a cabo Publicaciones Mundial, en Barcelona, fue corregida, aumentada y puesta al día por Luis Almeida. Consta de dos volúmenes que suman 1599 páginas incluyendo el Taller general de la Francmasonería, donde se detalla la forma y simbología de las logias masónicas, sus liturgias y rituales en sus diversos grados. También refiere la participación de la mujer en la masonería a través del llamado Rito de Adopción tanto en sus grados simbólicos como filosóficos. Finaliza dicho taller con el desarrollo de los principales ceremoniales, tales como la inauguración y consagración del templo masónico, los requisitos para la constitución de una logia y la ceremonia de instalación de la misma.
Como señala el prefacio de dicha edición, este diccionario analiza todos los ritos masónicos conocidos, enumera sus grados y el significado de sus símbolos, mitos y ceremonias. Asimismo explica la Biblia en su relación con los mitos y tradiciones de la masonería.
En los fondos digitales de la Biblioteca Nacional de España se encuentra la edición de 1883 de esta obra, publicada en La Habana en tres volúmenes, que contiene además como suplemento una Historia General de la Orden Masónica. Dicha edición puede ser descargada en formato pdf. La misma edición ha sido digitalizada por la Universidad de Florida en sus colecciones digitales. La Editorial Kier publicó en Buenos Aires una lujosa edición de esta obra en 1962. La edición actual más reciente parece ser que es la publicada en cinco volúmenes por la editorial Valle de México.